# Diagramprogram
Ett diagramprogram är ett datorprogram för att rita diagram.

## Exempel på diagramprogram
- Graphviz
- Microsoft Visio
- Dia
- Kivio
- ConceptDraw V
- GX Logic Modeler